# 白震
白震（?—?），公元4世纪后期的龟兹（今新疆维吾尔自治区库车县）国王。龟兹国王白纯的弟弟。
白震是焉耆王龙会杀死的白山的后裔。383年，前秦将领吕光攻打龟兹，白纯兵败，带着财宝逃亡，吕光立白震为王。吕光把龟兹成为前秦和后来后凉（吕光建立）的属国。吕光把龟兹高僧鸠摩罗什迎接到了中原。